# Liste der Stolpersteine in der Provinz Imperia

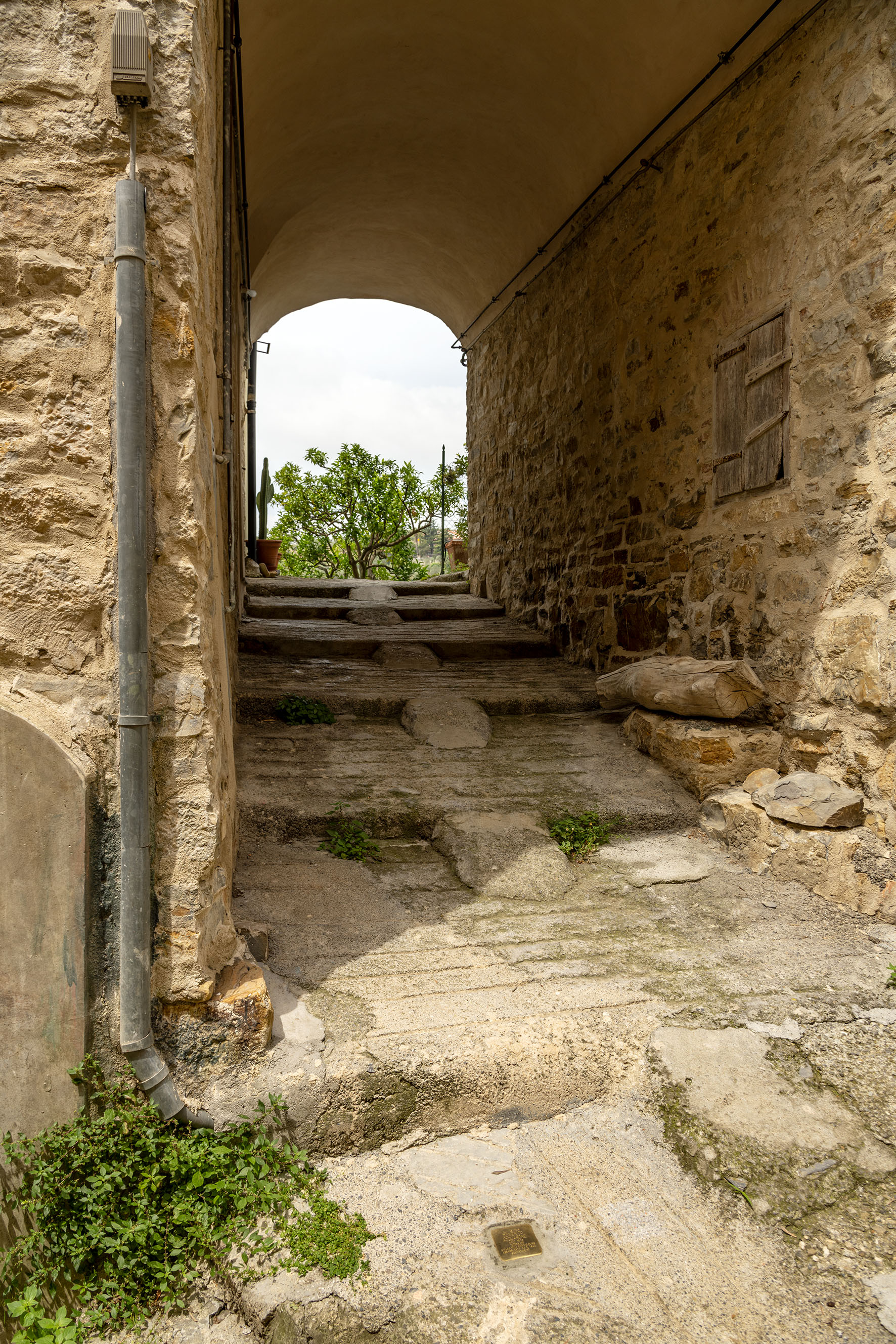
Stolperstein in Imperia

Die Liste der Stolpersteine in der Provinz Imperia enthält die Stolpersteine in der italienischen Provinz Imperia, die an das Schicksal der Menschen aus dieser Region erinnern, die von Nationalsozialisten ermordet, deportiert, vertrieben oder in den Suizid getrieben wurden. Die Stolpersteine wurden von Gunter Demnig verlegt; deren Name lautet auf Italienisch pietre d’inciampo.
Die ersten Verlegungen in dieser Provinz erfolgten am 27. Januar 2022.

## Verlegte Stolpersteine

### Imperia
In Imperia wurden zwischen 27. Januar 2022 und 28. April 2022 insgesamt 19 Stolpersteine verlegt. Von diesen konnten 17 Stolpersteine im Juni 2022 verifiziert werden.

Die Tabelle ist teilweise sortierbar; die Grundsortierung erfolgt alphabetisch nach dem Familiennamen.
| Stolperstein | Übersetzung | Verlegeort                                                  | Name, Leben |
| ------------ | --- | ----------------------------------------------------------- | --- |
|              | HIER WOHNTE DOMENICO ACQUARONE GEBOREN 1910 INTERNIERT STALAG XIIIC HAMMELBURG ERMORDET 24.2.1944 SCHWEINFURT      | Via Domenico Bruno, 113                                     | Domenico Acquarone (1910–1944) |
|              | HIER WOHNTE RENATO BASSO GEBOREN 1921 INTERNIERT PÍSEK ERMORDET 9.10.1944 WRASCH                                   | Porto Maurizio, Via San Maurizio, 39                        | Renato Basso (1921–1944) |
|              | HIER WOHNTE LORENZO BESSONE GEBOREN 1922 INTERNIERT STALAG VB VILLINGEN UMGEKOMMEN 22.6.1945 WEINGARTEN            | Montegrazie, Via Domenico Brizio, 5                         | Lorenzo Bessone (1922–1945) |
|              | HIER WOHNTE ANGIOLETTO CALSAMIGLIA GEBOREN 1920 DEPORTIERT GUSEN ERMORDET 23.8.1944                                | Imperia, Via Mazzini, 76                                    | Angioletto Calsamiglia (1920–1944) |
|              | HIER WOHNTE ENRICO CORRADI GEBOREN 1909 INTERNIERT STALAG VIIIA GÖRLITZ ERMORDET 20.2.1944                         | Piani, Via Principale, 68                                   | Enrico Corradi (1909–1944) |
|              | HIER WOHNTE CARLO ENRICARIO GEBOREN 1907 DEPORTIERT MAUTHAUSEN ERMORDET 28.8.1944                                  | Porto Maurizio, Via Porta Nuova, 1                          | Carlo Ericario (1907–1944) |
|              | HIER WOHNTE BRUNO GAZZANO GEBOREN 1924 DEPORTIERT FLOSSENBÜRG ERMORDET 22.2.1945 HERSBRUCK                         | Piazza Ricci, 8                                             | Bruno Gazzano (1924–1945) |
|              | HIER WOHNTE NINO ANGELO LIGUORINI GEBOREN 1919 VERHAFTET 9.9.1943 ERMORDET 19.3.1944 DORTMUND                      | Oneglia, Piazza Gioachino Rossini, 6                        | Nino Angelo Liguorini (1919–1944) |
|              | HIER WOHNTE ELENA CATERINA MORAGLIA GEBOREN 1908 DEPORTIERT ERMORDET 5.4.1945 MÜHLDORF                             | Borgo Prino, Via Lungomare Colombo, 106                     | Elena Caterina Moraglia (1908–1944) Es handelt sich um den ersten Stolperstein, der in Imperia verlegt wurde, und um den einzigen, der einer Frau gewidmet ist. |
|              | HIER WOHNTE UMBERTO ATTILIO MORANDINI GEBOREN 1898 DEPORTIERT DACHAU ERMORDET 22.2.1945                            | Oneglia, Via Santa Lucia 29–31 (Stiege zur Via Don Minzoni) | Umberto Attilio Morandini (1898–1945) |
|              | HIER WOHNTE DANTE NOVARO GEBOREN 1912 DEPORTIERT MAUTHAUSEN ERMORDET 20.4.1945                                     | Porto Maurizio, Corso Garibaldi, 1                          | Dante Novaro (1912–1945) |
|              | HIER WOHNTE CURZIO PICILOCCO GEBOREN 1920 INTERNIERT STALAG XXB MARIENBURG ERMORDET 20.10.1944 GDYNIA / GOTENHAFEN | Oneglia, Via Pellegrina Maria Amoretti, 23                  | Curzio Picilocco (1920–1944) |
|              | HIER WOHNTE RICCARDO SALA GEBOREN 1924 VERHAFTET 8.9.1943 DEPORTIERT NEUMARKT ERMORDET 10.5.1944                   | Oneglia, Via San Giovanni, 11                               | Riccardo Sala (1924–1944) |
|              | HIER WOHNTE NICOLINO SAVASTA GEBOREN 1910 DEPORTIERT KAUFERING ERMORDET 26.3.1945 LANDSBERG AM LECH                | Oneglia, Via Costantino de Magny, 6                         | Nicolino Savasta (1910–1945) |
|              | HIER WOHNTE ENRICO SERRA GEBOREN 1921 DEPORTIERT MAUTHAUSEN ERMORDET 2.2.1945                                      | Imperia, Viale Giacomo Matteotti, 14                        | Enrico Serra (1921–1945) |
|              | HIER WOHNTE NICOLA SERRA GEBOREN 1918 DEPORTIERT MAUTHAUSEN ERMORDET 21.11.1944                                    | Imperia, Viale Giacomo Matteotti, 14                        | Nicola Angelo Serra (1918–1944) |
|              | HIER WOHNTE NATALE MARIO STROPPA GEBOREN 1913 DEPORTIERT ERMORDET 10.2.1945 LÜDENSCHEID                            | Castelvecchio, Via Cesare Battisti, 27                      | Natale Mario Stroppa (1913–1945) |

### Sanremo
In Sanremo wurden am 28. Januar 2022 an zwei Adressen insgesamt sechs Stolpersteine verlegt.

Die Tabelle ist teilweise sortierbar; die Grundsortierung erfolgt alphabetisch nach dem Familiennamen.
| Stolperstein | Übersetzung                                                                                                | Verlegeort                                | Name, Leben |
| ------------ | --- | ----------------------------------------- | --- |
|              | HIER WOHNTE ANNA LUCIANA NORZI GEBOREN 1931 VERHAFTET 26.11.1943 DEPORTIERT AUSCHWITZ ERMORDET 11.12.1943  | Sanremo, Corso Garibaldi, 138             | Anna Luciana Norzi wurde am 27. April 1931 in Casale Monferrato als Tochter von Guido Norzi und Amalia Segre geboren. Ihre Mutter starb 1942 an Krebs. Guido Norzi flüchtete nach dem Waffenstillstand von Cassibile im September 1943 zusammen mit Anna Norzi und ihrer Tante Vittorina Segre in eine Hütte in die Berge oberhalb von Sanremo, nachdem es Ende November sehr kalt wurde und es in der Stadt sicher zu sein schien, gingen sie wieder zurück. Am 25. November 1943 wurde ihr Vater verhaftet, doch hatte er vorsorglich seine Tochter bei einer Haushälterin gelassen und sie wurde nicht verhaftet. Die Nazis merkten, dass Kinder fehlten und nicht verhaftet worden waren. Sie hängten Plakate auf, darin wurde mitgeteilt, dass die Kinder zu einer bestimmten Uhrzeit an einem bestimmten Platz sich noch von ihren Eltern verabschieden könnten. Die Haushälterin fiel darauf rein, brachte Anna Norzi zu dem Platz, um ihrem Vater noch zu verabschieden und die Tochter wurde ebenfalls in Haft genommen. Norzi und ihr Vater wurden in den Gefängnissen von Genua und Mailand inhaftiert und am 6. Dezember 1943 vom Binario 21 der Stazione Centrale mit dem Konvoi No. 5 in das Vernichtungslager Auschwitz deportiert. Anna Luciana Norzi wurde dort unmittelbar nach der Ankunft des Deportationszuges am 11. Dezember 1943 von ihrem Vater getrennt und vom NS-Regime ermordet, mutmaßlich in einer der Gaskammern. Ihr Vater wurde zur Zwangsarbeit eingeteilt und am 31. Januar 1944 umgebracht. Ihre Tante Vittorina Segre wurde ebenfalls ein Opfer der Shoah. Die Haushälterin konnte sich nie verzeihen auf den Trick der Nazis reingefallen zu sein, sie gab einer Tochter den Namen Anna Luciana. |
|              | HIER WOHNTE EDVIGE NORZI GEBOREN 1879 VERHAFTET 26.11.1943 DEPORTIERT AUSCHWITZ ERMORDET 11.12.1943        | Sanremo, Via Giardini Vittorio Veneto, 10 | Edvige Norzi wurde am 18. Februar 1879 in Vercelli als Tochter von Salomone Norzi geboren. Sie heiratete den 1872 geborenen Vittorio Ottolenghi, der aus Alessandria stammte. Sie und ihr Mann wurden am 25. November 1943 in Sanremo verhaftet und in den Gefängnissen von Genua und Mailand inhaftiert. Am 6. Dezember 1943 wurden beide vom Binario 21 der Stazione Centralemit dem Konvoi No. 5 in das Vernichtungslager Auschwitz deportiert. Edvige Norzi und ihr Mann wurden unmittelbar nach der Ankunft in Auschwitz am 11. Dezember 1943 in einer Gaskammer ermordet. |
|              | HIER WOHNTE GUIDO NORZI GEBOREN 1886 VERHAFTET 26.11.1943 DEPORTIERT AUSCHWITZ ERMORDET 11.12.1943         | Sanremo, Corso Garibaldi, 138             | Guido Norzi wurde am 5. September 1886 in Vercelli als Sohn von Moise Norzi und Evelina Momigliano geboren. Er wurde Doktor der Chemie und heiratete Amalia Segre. Das Paar hatte eine Tochter, Anna Luciana, geboren 1931. Seine Frau starb 1942 an Krebs. Im September 1943 flüchtete er zusammen mit seiner Tochter und einer Schwägerin, Vittorina Segre, in eine Berghütte oberhalb von Sanremo. Ende November wurde es kalt, die Stadt schien sicher zu sein und sie kehrten nach Sanremo zurück. Kurz darauf, am 25. November 1943 wurde Norzi in Sanremo verhaftet. Seine Tochter hatte er nicht mit nach Hause genommen, sondern bei seiner Haushälterin gelassen. Doch fiel sie auf eine Lüge der Nazis rein, brachte die Tochter zu einem Platz, damit sie sich von ihrem Vater verabschieden könne und Anna Norzi wurde ebenfalls verhaftet. Vater und Tochter wurden in den Gefängnissen von Genua und Mailand inhaftiert und am 6. Dezember 1943 vom Binario 21 der Stazione Centrale mit dem Konvoi No. 5 in das Vernichtungslager Auschwitz deportiert. Guido Norzi wurde dort unmittelbar nach der Ankunft des Deportationszuges am 11. Dezember 1943 von seiner Tochter getrennt und sie wurde vom NS-Regime ermordet, mutmaßlich in einer der Gaskammern. Guido Norzi selbst wurde zur Zwangsarbeit eingeteilt und am 31. Januar 1944 umgebracht. |
|              | HIER WOHNTE LODOVICO ORVIETO GEBOREN 1882 VERHAFTET 1943 DEPORTIERT AUSCHWITZ ERMORDET 11.12.1943          | Sanremo, Via Giardini Vittorio Veneto, 14 | Lodovico Orvieto wurde am 15. Oktober 1882 in Rom als Sohn von Sabatino Orvieto und Anna Calò geboren. Er heiratete die 1889 geborenen Ines Pacifici, die aus Florenz stammte. Das Paar bekam zwei Kinder, Cesare (1916–1996) und Renzo (1922–1999). Lodovico Orvieto und seine Frau wurden am 25. November 1943 in Sanremo verhaftet, in den Gefängnissen von Genua und Mailand inhaftiert und am 6. Dezember 1943 vom Binario 21 der Stazione Centrale mit dem Konvoi No. 5 in das Vernichtungslager Auschwitz deportiert. Lodovico Orvieto und seine Ehefrau wurden unmittelbar nach der Ankunft in Auschwitz am 11. Dezember 1943 in einer Gaskammer ermordet. Beide Söhne konnten die NS-Besatzung ihres Heimatlandes und die Shoah überleben. Cesare wurde ein bekannter Kunstkritiker, Renzo, der als Partisan in den Untergrund gegangen war, wurde Bildhauer. |
|              | HIER WOHNTE VITTORIO OTTOLENGHI GEBOREN 1874 VERHAFTET 26.11.1943 DEPORTIERT AUSCHWITZ ERMORDET 11.12.1943 | Sanremo, Via Giardini Vittorio Veneto, 10 | Vittorio Ottolenghi wurde am 18. Januar 1874 in Alessandria als Sohn von Gershon Ottolenghi und Rachele Pugliese geboren. Er heiratete die 1879 geborene Edvige Norzi, die aus Vercelli stammte. Ottolenghi und seine Frau wurden am 25. November 1943 in Sanremo verhaftet und in den Gefängnissen von Genua und Mailand inhaftiert. Am 6. Dezember 1943 wurden beide vom Binario 21 der Stazione Centrale mit dem Konvoi No. 5 in das Vernichtungslager Auschwitz deportiert. Vittorio Ottolenghi und seine Frau wurden unmittelbar nach der Ankunft in Auschwitz am 11. Dezember 1943 in einer Gaskammer ermordet. |
|              | HIER WOHNTE INES PACIFICI GEBOREN 1889 VERHAFTET 26.11.1943 DEPORTIERT AUSCHWITZ ERMORDET 11.12.1943       | Sanremo, Via Giardini Vittorio Veneto, 14 | Ines Pacifici wurde am 30. April 1889 in Florenz als Tochter von Cesare Pacifici und Giuditta Da Fano geboren. Sie heiratete den 1882 geborenen Lodovico Orvieto, der aus Rom stammte. Das Paar bekam zwei Kinder, Cesare (1916–1996) und Renzo (1922–1999). Ines Pacifici und ihr Mann wurden am 25. November 1943 in Sanremo verhaftet, in den Gefängnissen von Genua und Mailand inhaftiert und am 6. Dezember 1943 vom Binario 21 der Stazione Centrale mit dem Konvoi No. 5 in das Vernichtungslager Auschwitz deportiert. Ines Pacifici und ihr Ehemann wurden unmittelbar nach der Ankunft in Auschwitz am 11. Dezember in einer Gaskammer ermordet. Beide Söhne konnten die NS-Besatzung ihres Heimatlandes und die Shoah überleben. Cesare wurde ein bekannter Kunstkritiker, Renzo, der als Partisan in den Untergrund gegangen war, wurde Bildhauer. |

### Ventimiglia
In Ventimiglia wurden an einer Adresse zwei Stolpersteine verlegt.
| Stolperstein | Übersetzung                                                                                        | Verlegeort                 | Name, Leben |
| ------------ | -------------------------------------------------------------------------------------------------- | -------------------------- | --- |
|              | HIER VERKAUFTE ETTORE BASSI JG. 1887 VERHAFTET 26.11.1943 DEPORTIERT AUSCHWITZ ERMORDET 11.12.1943 | Ventimiglia, Via Cavour 67 | Ettore Bassi wurde am 10. Oktober 1878 oder 1887 in Pola als Sohn von Giacomo Bassi geboren. Er heiratete Ester Segre, das Paar hatte einen Sohn, Marco (geboren 1916). Ettore Bassi war Kaufmann und führte mit seinem Sohn ein Kurzwarengeschäft in der Via Cavour. Sie halfen Hunderten jüdischen Menschen heimlich nach Frankreich zu gelangen – zumeist über das Meer. Beide wurden am 26. November 1943 in Ventimiglia verhaftet und nach Inhaftierungen in den Gefängnissen von Imperia und Mailand am 6. Dezember 1943 mit dem Konvoi No. 5 in das Vernichtungslager Auschwitz deportiert. Ettore Bassi wurde dort direkt nach der Einlangung des Deportationszuges am 11. Dezember 1943 von seinem Sohn getrennt und vom NS-Regime ermordet, mutmaßlich in einer der Gaskammern. Auch sein Sohn wurde im Zuge der Shoah umgebracht, seiner Frau gelang mit Hilfe Anderer die Flucht und sie überlebte. Eine Piazetta unweit ihres Geschäfts trägt seit 2015 den Namen von Vater und Sohn Bassi. |
|              | HIER VERKAUFTE MARCO BASSI JG. 1916 VERHAFTET 26.11.1943 DEPORTIERT AUSCHWITZ ERMORDET 11.12.1943  | Ventimiglia, Via Cavour 67 | Marco Bassi wurde am 26. Juli 1916 in Nizza als Sohn von Ettore Bassi und Ester Segre geboren. Er war Kaufmann und führte mit seinem Vater ein Kurzwarengeschäft in der Via Cavour. Sie halfen Hunderten jüdischen Menschen heimlich nach Frankreich zu gelangen – zumeist übers Meer. Beide wurden am 26. November 1943 in Ventimiglia verhaftet und nach Inhaftierungen in den Gefängnissen von Imperia und Mailand am 6. Dezember 1943 mit dem Konvoi No. 5 in das Vernichtungslager Auschwitz deportiert. Dort wurde Marco Bassi unmittelbar nach der Ankunft von seinem Vater getrennt und er bekam die Gefangenennummer 167974 eintätowiert, er wurde am 4. Februar 1944 in Auschwitz umgebracht. Sein Vater wurde sofort nach der Ankunft des Konvois in Auschwitz ermordet. Seiner Mutter gelang mit Hilfe Anderer die Flucht und überlebte. Eine Piazetta unweit ihres Geschäfts trägt den Namen der Bassis.                                                                                    |

## Verlegedaten
Die Verlegungen in der Provinz Imperia erfolgten an folgenden Tagen:
- 27. Januar 2022: Imperia, Ventimiglia
- 28. Januar 2022: Sanremo
- 28. April 2022: Imperia